# Daniil Kuznecov
Daniil Andreevič Kuznecov (in russo Даниил Андреевич Кузнецов?; San Pietroburgo, 23 aprile 2003) è un calciatore russo, attaccante dell'Ural in prestito dal Rubin.

## Carriera

### Club
Cresciuto nel settore giovanile dello Zenit San Pietroburgo, debutta in prima squadra l'11 settembre 2021 in occasione del match di Prem'er-Liga vinto 3-1 contro l'Achmat Groznyj.

### Nazionale
Ha giocato nelle nazionali giovanili russe Under-16, Under-18 ed Under-19.

## Statistiche

### Presenze e reti nei club
Statistiche aggiornate al 7 novembre 2021.
| Stagione        | Squadra               | Campionato      | Campionato | Campionato | Coppe nazionali | Coppe nazionali | Coppe nazionali | Coppe continentali | Coppe continentali | Coppe continentali | Altre coppe | Altre coppe | Altre coppe | Totale | Totale |
| Stagione        | Squadra               | Comp            | Pres       | Reti       | Comp            | Pres            | Reti            | Comp               | Pres               | Reti               | Comp        | Pres        | Reti        | Pres   | Reti   |
| --------------- | --------------------- | --------------- | ---------- | ---------- | --------------- | --------------- | --------------- | ------------------ | ------------------ | ------------------ | ----------- | ----------- | ----------- | ------ | ------ |
| 2020-2021       | Zenit-2               | 2D              | 1          | 0          |                 | -               | -               |                    | -                  | -                  |             | -           | -           | 1      | 0      |
| 2021-2022       | Zenit-2               | 2D              | 6          | 2          |                 | -               | -               |                    | -                  | -                  |             | -           | -           | 6      | 2      |
| 2021-2022       | Zenit San Pietroburgo | PL              | 6          | 0          | CR              | 0               | 0               | UCL                | 1                  | 0                  | SR          | 0           | 0           | 7      | 0      |
| Totale carriera | Totale carriera       | Totale carriera | 13         | 2          |                 | 0               | 0               |                    | 1                  | 0                  |             | 0           | 0           | 14     | 2      |

## Palmarès

### Club

#### Competizioni nazionali
- Supercoppa di Russia: 1

Zenit San Pietroburgo: 2021
- Pervaja Liga: 1

Rubin: 2022-2023